# Angsjöbäcken
Angsjöbäcken (alt. Agnsjöbäcken),  vattendrag i norra Ångermanland, Västerbottens län. Högerbiflöde till Balån i Bjurholms kommun. Längd ca 10 km.